# Фазосдвигающие маски

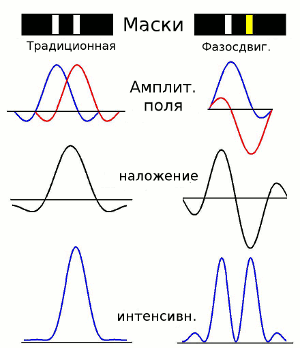
Обычный и фазосдвигающий фотошаблоны

Фазосдвигающие маски — маски (фотошаблоны), позволяющие улучшить процесс фотолитографии за счет изменения фазы между соседними интерферирующими световыми потоками.
При экспонировании близкорасположенных линий на фотошаблоне световые лучи имеют сходные фазы. Из-за этого на облученных участках в области между линиями наблюдается интерференция хвостов световых потоков, что приводит к снижению разрешения при работе в близком к дифракционному пределу режиме. Если обеспечить экспонирование соседних линий лучами с противоположными фазами за счет использования фазосдвигающих масок, то качество получаемого изображения можно улучшить. Сдвиг фазы обеспечивается покрытием части щелей таких фотошаблонов специальным веществом, сдвигающим фазу лучей на 90 градусов.
Так, например, Intel во всех техпроцессах вплоть до 45-нм включительно использовала традиционные «сухие» литографические сканнеры и фотомаски с фазовым сдвигом.